# Charles de Freycinet
Charles de Freycinet (n. 14 noiembrie 1828, Foix, Midi-Pyrénées, Franța – d. 14 mai 1923, Paris, Franța) a fost inginer de profesie, politician și om de știință. A fost de 4 ori președintele consiliului de miniștri al Franței și a fost membru al Academiei Franceze între 1890 - 1923.

## Publicații
- Traité de mécanique rationnelle (1858)
- De l'analyse infinitesimale (1860 ; 1881)
- Des pentes économiques en chemin de fer (1861)
- Emploi des eaux d'égout en agriculture (1869)
- Principes de l'assainissement des villes (1870)
- Traité d'assainissement industriel (1870)
- Essai sur la philosophie des sciences (1896)
- La Question d'Égypte (1905)